# معيار سكورم

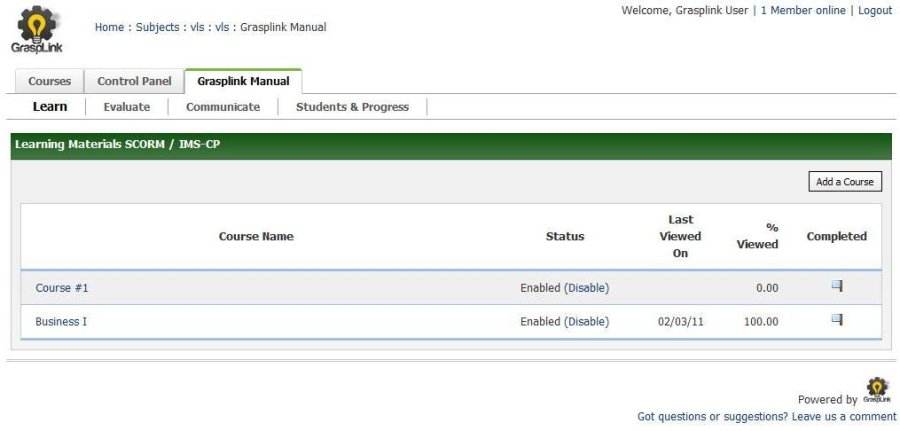

معيار سكورم هو أحد معايير التعليم الإلكتروني التي تمكن المدرب من استيراد المحتوى التعليمي ومشاركته وإعادة استخدامه وتصديره إلى أي نظام تعليم آخر يدعم هذه المعايير. وبتطبيق هذه المعايير يصبح بالإمكان معرفة نتائج المتدرب والمدة التي قضاها، وكذلك تدرجه في استيعاب المادة.
معيار سكورم هو مجموعة من المعايير تقنِّن عملية تطوير ودمج ونشر المواد التعليمية والتدريبية لتعمل كحلقة وصلٍ بين مؤلفي المحتوي التعليمي من جهة، ومبرمجي أنظمة إدارة التعليم من جهة أخرى. ومن أهم المعايير العالمية للتعلم الإلكتروني (IEEE-IMS-SCOPM)، وهذه المعايير متشابهة نوعاً ما في المتطلبات في التجزئة والتهيئة والمحتوى، إلا إنَّ معيار سكورم اكتسب قبولاً وشهرة بين المهتمين في التعليم الإلكتروني، ممَّا عجَّل بانتشاره واعتماده في كثير من أنظمة التعليم.